# Castello di Vizille
Il castello di Vizille è un edificio situato nell'omonima città Vizille vicino a Grenoble, Francia, costruito nel XVII secolo. La tenuta ha una grande importanza storica, dato che fu la culla della rivoluzione francese. Il 21 luglio 1788 l'assemblea dei tre ordini del Delfinato decise di riunirsi in questo luogo, per discutere sulla convocazione degli stati generali. Fra il 1925 e il 1960 la tenuta fu la residenza estiva dei presidenti della repubblica francese. Dal 1862 è classificato come Monumento storico di Francia (La casa ed il mulino attigui lo sono dal 1989 ed il parco, insieme al cortile d'onore, dal 1991).
Il castello di Vizille ospita il Museo della Rivoluzione francese.

## Struttura e giardini
Il castello ha una forma rettangolare con torri posizionate strategicamente alle estremità di ogni angolo. Di fronte al castello si staglia un giardino di circa 100 ettari. Nel giardino vi è una grande ricchezza di fauna in semilibertà e diversi tipi di flora locale.

## Museo
- Museo della Rivoluzione francese